# The Great Escape (canção de Boys Like Girls)
"The Great Escape" é uma canção da banda americana Boys Like Girls, contida em seu primeiro álbum, um homônimo da banda. Foi lançada como segundo single da banda, tornando-se a primeira a posicionar nas paradas musicais, alcançando #23 na Billboard Hot 100. O single foi certificado Platina pela RIAA, o que denota vendas acima de um milhão de cópias nos Estados Unidos.
O videoclipe de "The Great Escape" foi filmado em janeiro de 2007 e dirigido por Alan Ferguson.

## Faixas
| CD single |                                       |         |  |
| N.º       | Título                                | Duração |  |
| 1.        | "The Great Escape"                    | 3:30    |  |
| 2.        | "Heels Over Head" (Tom Lord-Alge Mix) | 3:10    |  |
| 3.        | "The Great Escape"                    | ao vivo |  |

| Bônus |                               |         |  |
| N.º   | Título                        | Duração |  |
| 1.    | "The Great Escape" (ringtone) | 0:30    |  |
| 2.    | "Wallpaper" (imagem)          |         |  |

## Paradas musicais
| Parada (2007)                     | Melhor posição |
| --------------------------------- | -------------- |
| Canadian Hot 100                  | 57             |
| New Zealand Singles Chart         | 36             |
| UK Singles Chart                  | 72             |
| Billboard Hot Adult Top 40 Tracks | 20             |
| Billboard Hot 100                 | 23             |
| Billboard Pop 100                 | 8              |